# Arjan Jagt
Arjan Jagt (Assen, 1 de setembre de 1966) va ser un ciclista neerlandès que fou professional entre 1988 i 1991. Com a ciclista amateur aconseguí certs èxits, entre ells una medalla de bronze al Campionat del món en ruta.

## Palmarès
- 1985
  - 1r a la Westfriese Dorpenomloop i vencedor de 3 etapes
  - Vencedor d'una etapa de la Sealink Race
- 1986
  - Vencedor d'una etapa de la Volta a Àustria
- 1987
  - 1r a la Volta a Limburg
- 1988
  - 1r al Gran Premi del cantó d'Argòvia
  - Vencedor d'una etapa de la Volta a Grècia
  - Vencedor d'una etapa del Cinturó a Mallorca
  - Vencedor de 2 etapes de la Volta a Iugoslàvia